# Muhabbetina
Muhabbetina es un género de polillas tortrícidas, categorizado en la tribu Grapholitini, de la subfamilia Olethreutinae. Fue descrito por Koçak en 2006.

## Especies
- Muhabbetina chromataspis (Meyrick, 1913)
- Muhabbetina pectinata (Diakonoff, 1988)
- Muhabbetina psimythistes (Diakonoff, 1988)